# Ramonets
Ramonets és una banda de música rock en valencià orientada a un públic infantil i familiar.
Es defineixen com un projecte musical didàctic, que ret tribut al mític grup de punk rock The Ramones, amb adaptacions dels textos al valencià i destinades als més menuts, amb música en directe i un espectacle que conjuga el Rock'n roll, la didàctica i l'animació. En efecte, a més dels músics i tècnics, el grup compta amb un animador que es disfressa, balla, i no para d'animar en cadascun dels espectacles.
Pretenen un doble objectiu: la difusió del valencià, i combinar les temàtiques lúdiques i festives amb altres que promouen valors com la igualtat de les persones, el reciclatge o el respecte de la natura.
El seu primer àlbum va veure la llum en 2016, gràcies a un projecte de micromecenatge. Han actuat a diversos festivals com el Xufa Rock, el Trovam, o la Gran Fira de juliol de València.
En 2018 apareix el seu segon treball, Ser major és un ful.
El seu tercer disc presenta 15 composicions originals, però sense perdre l'essència 'ramonetera', on tracten temes com el feminisme, el respecte i la importància de la creativitat, entre d'altres.

## Discografia
- Rock en el col·le (autoedició, 2016)
- Ser major és un ful (autoedició, 2018)[7]
- Fes-ho tu mateix (2019)[8]